# Stuart Roosa
Stuart Allen Roosa est un astronaute américain né le 16 août 1933 à Durango (Colorado) et mort le 12 décembre 1994.

## Biographie
Stuart Roosa grandit à Claremore dans l'Oklahoma. Il réalise des études à l'université d'État de l'Oklahoma et à l'université d'Arizona.
En avril 1966, Stuart Roosa est l'un des 19 du cinquième groupe d'astronautes sélectionnés par la NASA.

### Vol réalisé
Le 31 janvier 1971, Stuart Roosa s'envole à bord d'Apollo 14, en tant que pilote du module de commande. Après les succès des missions Apollo 11 et 12, en 1969, puis l'échec d'Apollo 13, en 1970, cette mission est la troisième à poser des hommes sur la Lune. Pendant qu'Alan Shepard et Edgar Mitchell évoluent pendant un jour et demi dans la région de Fra Mauro, Roosa réalise des expériences d'observation depuis l'orbite à bord du module baptisé « Kitty Hawk ».
En 1972, il est la doublure de Ken Mattingly pour le vol Apollo 16 puis celle de Ron Evans pour Apollo 17 mais il ne reprend pas le chemin de l'espace.
Mort à 61 ans d'un cancer du pancréas, il est l'une des 24 personnes à avoir effectué un voyage Terre-Lune.

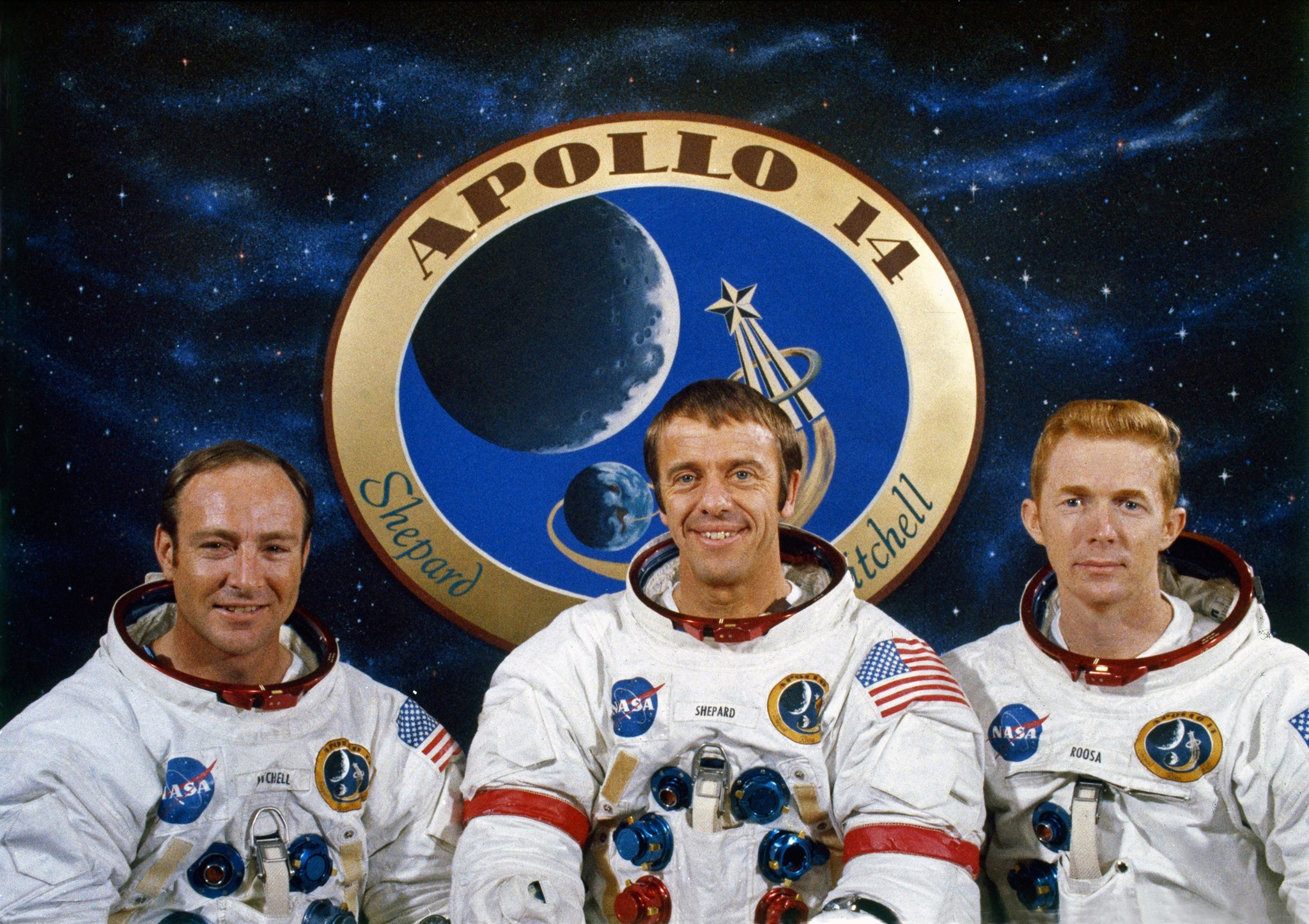
L'équipage d'Apollo 14 : Edgar D. Mitchell Alan Shepard et Stuart A. Roosa.